# Eugène Dupuis
Pour les articles homonymes, voir Dupuis (homonymie).
Eugène Dupuis, né le 23 septembre 1919 à Busnes et mort le 6 octobre 2017 à Lestrem, est un cycliste français.

## Biographie
Eugène Léon Louis Dupuis est le fils de Jules Éloi Joseph Dupuis, ajusteur, et d'Esmérance Marie Aimée Pottiez.
Il débute en 1937 à l'US Lilleroise (Pas-de-Calais).
En 1942, il épouse à Isbergues Fernande Germaine Mazingarbe (1919-2007).
En 1945, il devient champion des Flandres de vitesse.
Il remporte le Grand Prix d'Isbergues (1947-1948) et le Grand Prix de Fourmies (1951).
Il s'aligne également sur les courses sur pistes et se tournera plus tard vers le cyclo sport.

## Palmarès
- 1945
  - Champion des Flandres de vitesse
- 1946
  - Circuit de la Vallée de l'Aa
- 1947
  - Grand Prix d'Isbergues
- 1948
  - Grand Prix d'Isbergues
- 1950
  - Grand Prix de Fourmies
- 1951
  - 3e du Grand Prix d'Isbergues